# 32091 Jasonwu
32091 Jasonwu este un asteroid din centura principală de asteroizi.

## Descriere
32091 Jasonwu este un asteroid din centura principală de asteroizi. A fost descoperit pe 28 mai 2000 la Socorro, New Mexico, în cadrul proiectului LINEAR. Asteroidul prezintă o orbită caracterizată de o semiaxă mare de 2,32 ua, o excentricitate de 0,11 și o înclinație de 1,5° în raport cu ecliptica.